# 王笏

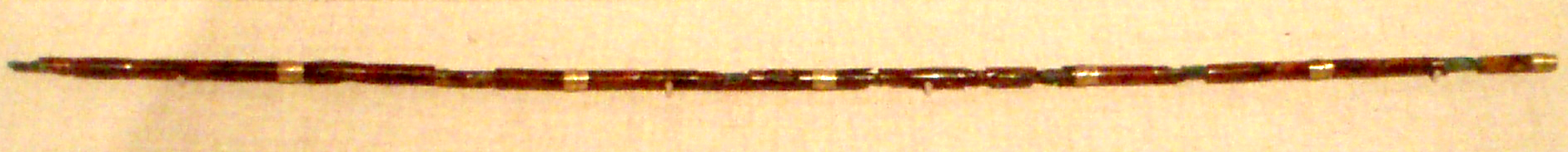
古代エジプトのファラオであるカセケムイのビーズで飾られたセプター。発見されたものの中では最古の王笏である

王笏（おうしゃく, 英: sceptre、scepter, セプター）は、君主が持つ象徴的かつ装飾的な杖であり、レガリアの一種である。職杖によく似たものもあるが、その用途は全く異なる。宝珠と組み合わせて描写されることが多い。

## 古代

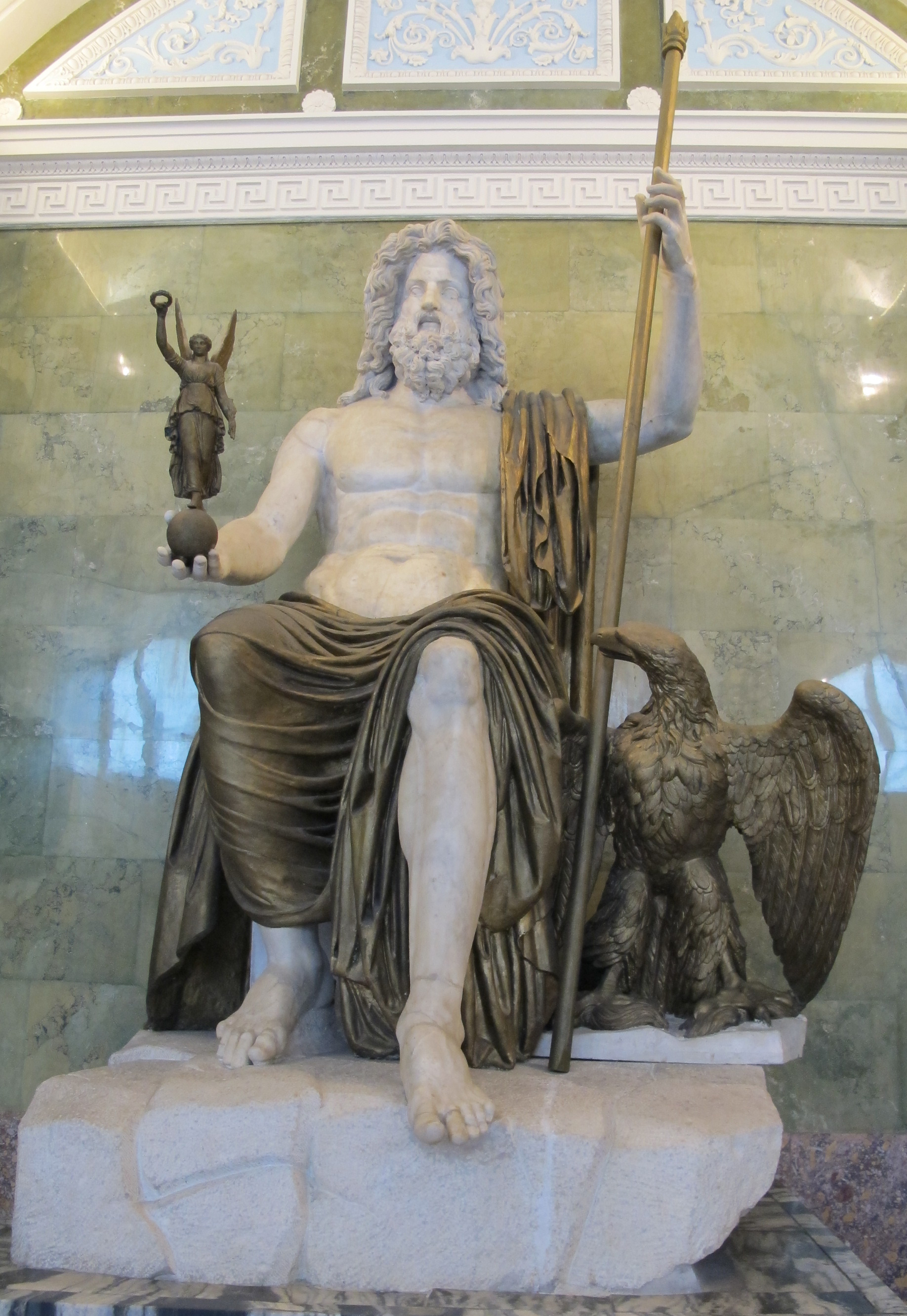
紀元1世紀のユーピテル像。王笏と宝珠を持っている。エルミタージュ美術館所蔵

杖は古くから権威の象徴だった。ペルシャ王の王笏については旧約聖書のエステル記にも記述がある。古代ギリシアの笏（古代ギリシア語: σκῆπτρον、skeptron）は長い杖で、アガメムノーンが振るった杖、長老らが使った杖などがある。その後、裁判官、軍司令官、神官などが権威の象徴として使うようになった。古代ギリシアの陶器の絵に金属の装飾を先端につけた長い杖が描かれている。ゼウスやハーデースが持つ王笏には鳥の装飾が先端に付いている。オリュンポスの父であるゼウスの象徴として、ケリュケス (kerykes) すなわち伝令官が現代の外交官特権にも似た不可侵性を持つことを表すのにもそれが使われた。『イーリアス』の中で、アガメムノーンはオデュッセウスをアカイア人のリーダーのもとへ行かせる際に王笏を貸している。
エトルリア
エトルリアでは壮麗な王笏を王や上級神官が使った。その様子はエトルリアの墳墓の壁画などに描かれている。エトルリアの精巧に装飾された金の王笏が大英博物館、バチカン美術館、ルーヴル美術館などに所蔵されている。
古代ローマ
古代ローマの王笏はエトルリアから派生したものと見られている。共和政ローマにおいては、象牙製王笏 (sceptrum eburneum) が執政官の地位の象徴とされた。戦争に勝利してインペラトルの称号を得た軍司令官もこれを使い、レガトゥスの権威の象徴としての元帥杖がここから生まれたと見られている。ローマ帝国時代になると皇帝は sceptrum Augusti と呼ばれる王笏を所持していた。この皇帝の王笏は象牙製で、先端に金でできた鷲の像がついたものが多い。帝国後期のメダルには、片手に sceptrum Augusti を持ち、もう一方の手にウィクトーリアの小像がついた宝珠を持った皇帝を描いたものがよく見られる。
中国
象形文字「尹」は王笏（權杖）の意であり、命令をするための口を加えた字が、東アジアの漢字文化圏の王朝でみられた君主の称号「君」である。

## 中世以降
キリスト教がヨーロッパに到来すると、鷲ではなく十字架を先端につけた王笏が見られるようになったが、中世における王笏先端の装飾は多様化していった。
イングランドではかなり早くから2つの王笏を使っており、リチャード1世の時代に十字架を先端につけた王笏と鳩の像を先端につけた王笏として区別されるようになった。フランスの王笏としては、フルール・ド・リスをつけたものと main de justice と呼ばれる祝福の手をつけたものがあった。
先端に小さな聖堂をつけた王笏が王室の印章に描かれたものがいくつかある。例えばエドワード3世の国璽に王自身がそのような王笏を持った像が描かれている。しかし、このような王笏は非常に珍しい形状である。なお、エディンバラに保管されていたスコットランドの王笏の1つには先端に小さな聖堂がついていて、その中に聖母マリア、聖アンデレ、聖ヤコブの小像がある。この王笏は1536年ごろ、ジェームズ5世のためにフランスで制作されたものとされている。国璽にはその時代の君主が描かれることが多く、右手に王笏、左手に宝珠と十字架を持った姿が描かれていることが多い。ハロルド2世はバイユーのタペストリーでそのような姿で描かれている。
イングランドで9世紀に行われた最初期の戴冠式についての文献に、王笏 (sceptrum) と杖 (baculum) についての言及がある。エゼルレッド2世の戴冠式では王笏 (sceptrum) とロッド (virga) が使われており、12世紀の戴冠式とほとんど変わらない。リチャード1世の戴冠式についての同時代の文献には、金の十字架がついた金の王笏と金の鳩像がついた金のロッド (virga) が史上初めて記録されている。1450年ごろウェストミンスター寺院の修道士 Sporley が同寺院が保管している遺物の一覧を編纂している。その一覧にはエドワード懺悔王が戴冠式で使い、後継者の戴冠式のために残した品々が含まれていた。そこに金の王笏、金箔で装飾された木製のロッド、鉄製のロッドが記載されている。これらは1649年まで存在していたことが王室の財産目録に詳細に記述されているが、イングランド共和国の成立によってその直後に全てが破壊された。
チャールズ2世の戴冠式では、十字架つきの王笏と鳩の小像つきの王笏が新たに制作されて使われ、若干の修正を施しつつ今もイギリス王室がこれらを使っている。後に王妃のための王笏（十字架つきと鳩つき）も制作された。
- ブルガリアのボリス3世の王笏
- 帝笏と宝珠を持つ東ローマ皇帝ヨハネス2世
- 1873年のブラジル皇帝ペドロ2世の肖像画。大きな王笏（帝笏）を持っている。
- 「正義の手（main de justice）」の王笏。ルーヴル美術館
- オーストリア皇帝の帝冠と帝笏